# Electroboxe - The IRA Tapes
Electroboxe - The IRA tapes è la settima raccolta del gruppo musicale italiano Diaframma, pubblicata nel dicembre 2003 dalla Acrasia Records.

## Descrizione
Pubblicato solo in picture disc a tiratura limitata di 210 copie numerate a mano, il disco contiene le registrazioni della pre-produzione per l'album Boxe con Mauro Sabbione dei Matia Bazar in cabina di regia.

## Tracce
Lato A
1. Un temporale in campagna
2. Dottoressa
3. In perfetta solitudine
4. Caldo
5. Grande o infinito

Lato B
1. Blu petrolio
2. Boxe
3. Marta
4. Adoro guardarti
5. Epoca di sogno

## Formazione
- Miro Sassolini – voce
- Federico Fiumani – chitarra
- Davide Cavallaro – basso
- Mister Echo – batteria